# Flora Volpelière
Flora Volpelière est une monteuse française.

## Filmographie

### Courts métrages
- 2009 : À domicile de Bojina Panayotova
- 2009 : Crache pas quand il pleut de Gurvan Hue
- 2011 : Assis debout couché d'Edgard F. Grima
- 2011 : On Tracks de Laurent Navarri
- 2012 : Le Dernier Homme d'Axel Courtière
- 2012 : Hsu Ji de Thomas Rio
- 2013 : Si proche des miens de Baptiste Debraux
- 2014 : Terremere d'Aliou Sow
- 2015 : Ghettotube de Saïd Belktibia
- 2016 : One d'Emmanuel Solotareff
- 2017 : Belle à croquer d'Axel de Courtière
- 2018 : Proches de Laurent Mauvignier
- 2019 : Mardi de 8 à 18 de Cecilia de Arce

### Longs métrages
- 2017 : La Vie de château de Modi Barry et Cédric Ido
- 2018 : Les Tuche 3 d'Olivier Baroux
- 2019 : Les Misérables de Ladj Ly
- 2020 : Parents d'élèves de Noémie Saglio
- 2021 : Oranges sanguines de Jean-Christophe Meurisse
- 2021 : Les Magnétiques de Vincent Maël Cardona
- 2022 : Lunettes noires (Occhiali neri) de Dario Argento
- 2023 : Sur la branche de Marie Garel-Weiss
- 2023 : Le Jeune Imam de Kim Chapiron
- 2023 : Bâtiment 5 de Ladj Ly
- 2024 : Les Pistolets en plastique de Jean-Christophe Meurisse
- 2025 : Le Roi Soleil de Vincent Maël Cardona

## Distinctions
- Prix CST de l'artiste technicien 2019[1]
- César 2020: mMeilleur montage pour Les Misérables[2]